# Pasticcio universale/Anche se fosse
Pasticcio universale/Anche se fosse è un singolo di Nada pubblicato nel 1978 dalla casa discografica Polydor.

## Descrizione
Il disco ottiene un discreto successo, viene pubblicizzato in diverse trasmissioni televisive come Che combinazione, Superclassifica show e infine al programma televisivo Dedicato a... dove presenta quasi tutti i brani dell'album. 
Entrambi i brani fanno parte dell'album Nada.
La seconda voce che si sente nel brano Pasticcio universale è di Federico Troiani.

## Tracce
Lato A
- Pasticcio universale (Di Maurizio Piccoli e Mauro Lusini), seconda voce di Federico Troiani

Lato B
- Anche se fosse (Di Maurizio Piccoli)